# Morinda schultzei
Morinda schultzei är en måreväxtart som beskrevs av Theodoric Valeton. Morinda schultzei ingår i släktet Morinda och familjen måreväxter. Inga underarter finns listade i Catalogue of Life.